# Pinedo (Valencia)
Pinedo es una pedanía de Valencia, situada al sur de la ciudad, en el distrito de los Poblados del Sur. Su casco se localiza en la margen sur de la nueva desembocadura del río Turia, rodeado de huerta, arrozales y mar, estando parte de su territorio incluido dentro del Parque natural de la Albufera. Contaba con 2.597 habitantes en 2022.

## Historia
Las primeras noticias que se tienen de la zona de Pinedo datan de la conquista de Valencia de Jaime I, ya que en esta zona acamparon los soldados provenientes de Tortosa. En recuerdo de la conquista los mismos soldados erigieron una cruz de piedra, que se conoció como la Creu de la Conca y dio nombre a esta la partida durante varios siglos. Sin embargo, el Llibre del Repartiment de Valencia no habla de ninguna alquería ni lugar de importancia en la zona, y los textos posteriores de viajeros y geógrafos hablan de un terreno pantanoso y yermo, de tierras incultas y gran insalubridad. Con mucha probabilidad, esta área no empezó a poblarse hasta bien entrado el siglo XVIII, coincidiendo con el retroceso de los límites de la Albufera y el cese de las incursiones de los piratas berberiscos.
Hasta el siglo XIX, Pinedo, entonces dependiente del municipio de Ruzafa, seguía constituyendo una extensa zona de marjal dedicada en parte al cultivo de arroz, escasamente poblada y separada de la playa por un denso pinar, prolongación de la Dehesa del Saler, en el que probablemente está el origen del topónimo. El núcleo en sí nace entre finales del siglo XVIII y principios del XIX a partir del eje norte-sur que conformaba la carrera del Río (aproximadamente el que hoy ocupa la autovía del Saler) y otro eje menor perpendicular que enlazaba con la playa. En 1840 Pinedo contaba con 358 habitantes y numerosos locales comerciales, lo que lo convertía en uno de los núcleos principales de esta zona de la huerta. En 1877 Pinedo, junto con el resto del municipio de Ruzafa, quedaron anexionados a Valencia.
En 1940 Pinedo contaba ya con 2975 habitantes, población que se mantuvo hasta la década de 1960, en que la población decae rápidamente. Este hecho se debió por una parte al éxodo rural, aunque mucho más determinante fue la construcción del nuevo cauce del río Turia, que conllevó la destrucción de buena parte de la huerta, un gran número de viviendas e incluso la iglesia parroquial. Sin embargo, desde mediados de la década de 1970 la población volvió a aumentar, hasta alcanzar los 2078 habitantes en 1986. Son frecuentes los hallazgos arqueológicos submarinos en la costa enfrente de la localidad, en los que se han recuperado ánforas desde la época romana hasta la Edad Media, cepos de anclas y abrazaderas de plomo. Destaca, sin embargo, una escultura en bronce de Apolo que se halló el 8 de diciembre de 1963.

## Demografía
El núcleo, aparecido a finales del siglo XVIII, creció rápidamente durante el siglo XIX y el XX hasta la década de 1960, en que la población se redujo drásticamente debido, principalmente, a la construcción del nuevo cauce del río Turia. En 2023 contaba con 2616 habitantes, la mayoría de los cuales vivían en el núcleo principal.
| Evolución demográfica de Pinedo | Evolución demográfica de Pinedo | Evolución demográfica de Pinedo | Evolución demográfica de Pinedo | Evolución demográfica de Pinedo | Evolución demográfica de Pinedo | Evolución demográfica de Pinedo | Evolución demográfica de Pinedo | Evolución demográfica de Pinedo | Evolución demográfica de Pinedo | Evolución demográfica de Pinedo | Evolución demográfica de Pinedo | Evolución demográfica de Pinedo | Evolución demográfica de Pinedo | Evolución demográfica de Pinedo | Evolución demográfica de Pinedo | Evolución demográfica de Pinedo |
|                                 | 1840                            | 1940                            | 1970                            | 1981                            | 1985                            | 2000                            | 2005                            | 2008                            | 2010                            | 2012                            | 2014                            | 2016                            | 2018                            | 2020                            | 2022                            | 2023                            |
| ------------------------------- | ------------------------------- | ------------------------------- | ------------------------------- | ------------------------------- | ------------------------------- | ------------------------------- | ------------------------------- | ------------------------------- | ------------------------------- | ------------------------------- | ------------------------------- | ------------------------------- | ------------------------------- | ------------------------------- | ------------------------------- | ------------------------------- |
| Población                       | 358                             | 2975                            | 1463                            | 1883                            | 2011                            | 2452                            | 2549                            | 2596                            | 2621                            | 2707                            | 2575                            | 2607                            | 2555                            | 2574                            | 2597                            | 2616                            |

## Política
Pinedo depende del ayuntamiento de Valencia en consideración de barrio del distrito de Poblados del Sur (en valenciano Poblats del Sud). Sin embargo, dada su condición de poblamiento rural, cuenta, de acuerdo con las leyes estatales y autonómicas pertinentes, con un alcalde de barrio que se encarga de velar por el buen funcionamiento del barrio y de las relaciones cívicas, firmar informes administrativos y elevar al ayuntamiento de la ciudad las propuestas, sugerencias, denuncias y reclamaciones de los vecinos.
| Periodo   | Nombre                                                                 | Partido |
| --------- | ---------------------------------------------------------------------- | ------- |
| 1979-1983 | Fernando Martínez Castellano (1979) Ricard Pérez Casado (1979-1983)    |         |
| 1983-1987 | Ricard Pérez Casado                                                    |         |
| 1987-1991 | Ricard Pérez Casado (1987-1988) Clementina Ródenas Villena (1988-1991) |         |
| 1991-1995 | Rita Barberá Nolla                                                     |         |
| 1995-1999 | Rita Barberá Nolla                                                     |         |
| 1999-2003 | Rita Barberá Nolla                                                     |         |
| 2003-2007 | Rita Barberá Nolla                                                     |         |
| 2007-2011 | Rita Barberá Nolla                                                     |         |
| 2011-2015 | Rita Barberá Nolla                                                     |         |
| 2015-2019 | Joan Ribó i Canut                                                      |         |
| 2019-2023 | Joan Ribó i Canut                                                      |         |
| 2023-act. | María José Catalá Verdet                                               | PP      |

## Economía
Durante el siglo XIX la economía se basaba en la pesca y el cultivo de arroz y de la huerta ganaba al antiguo pinar. A partir de la década de 1970 comenzaron a aparecer locales hosteleros a lo largo de la costa de Pinedo, así como discotecas y otros lugares de ocio, que dieron un importante impulso económico a la pedanía.

## Transportes
Por Pinedo circula la CV 500 (autovía del Saler) que une la ciudad de Valencia con El Saler. Está comunicado con Valencia mediante tres líneas de la EMT, las líneas 23,  24 y
25.

## Patrimonio
En el término de Pinedo se encuentran algunas de las últimas barracas centenarias de la huerta valenciana. Así como dunas de arena fina, formando ya parte del Parque natural de la Albufera. Destacan, además:

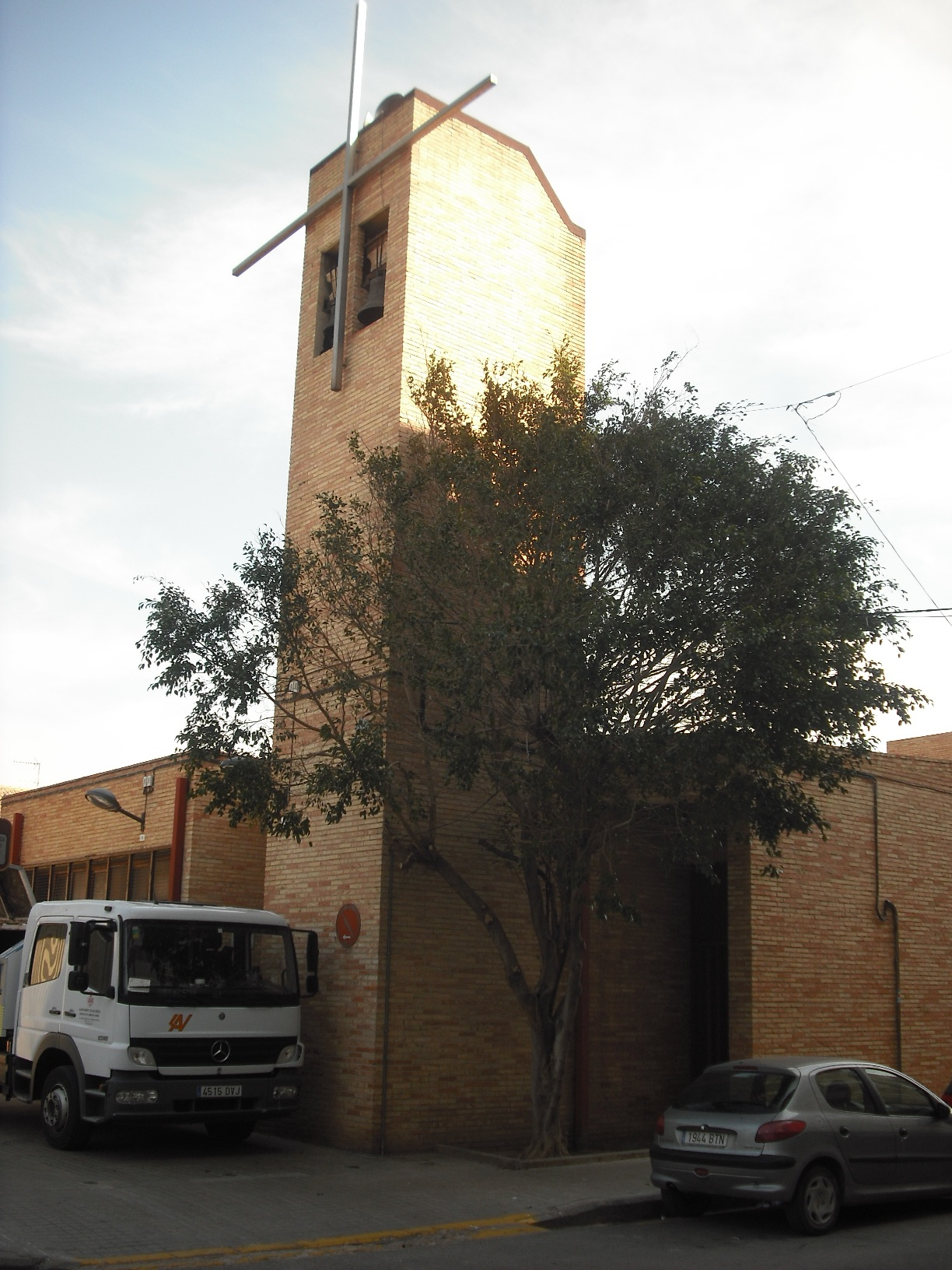
Nueva iglesia de María Madre de Cristo, al destruirse la anterior para la construcción del nuevo cauce del Turia.

- Iglesia parroquial de María Madre de Cristo: Se construyó en 1975 según planos de Camilo Grau, para sustituir a la antigua parroquia (de corte tradicional, tardo-barroco y clasicista, con torre del tipo valenciano cuadrangular y con calados cuerpos de campanas en lo alto), que fue destruida por las obras del nuevo cauce del río Turia y que tuvo aneja, hasta 1942, a la iglesia de El Palmar.[4] La obra, totalmente funcional y alejada de la tradición templaria, es de ladrillo visto, en buena parte oscuro. Consiste en un amplio local cubierto por vigas de hierro, a la vista, que sostienen un techo de bovedillas. Hay un baptisterio a los pies y otro sobre el presbiterio, más acorde con las normas conciliares. Al exterior, la fábrica es de ladrillo amarillento, con una torre cuadrangular con cruz superpuesta.[9]

- Cruz de Pinedo: Se trata de una cruz de piedra de unos dos metros de altura, restaurada en la década de 1990. Heredera de la antigua Creu de la Conca, se alza al borde de la playa, en el extremo este del casco urbano.[5]

- Playa de Pinedo: playa de arena fina que limita al sur con la playa del Saler, ya dentro del parque natural.[4]

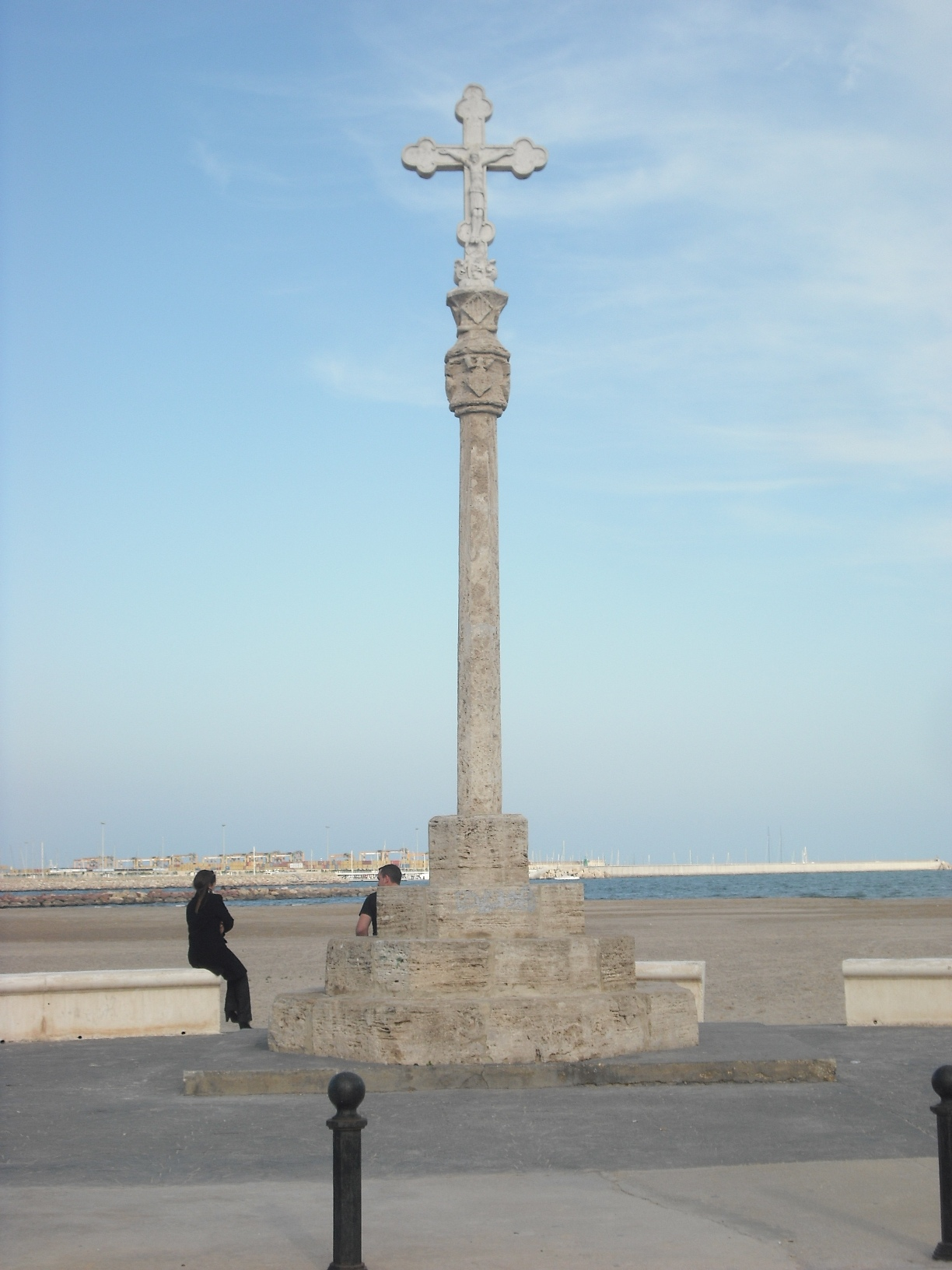
Cruz de Pinedo, al borde del paseo marítimo.

- Cruz de Pinedo, al borde del paseo marítimo.El Apolo de Pinedo: Fue hallado en 1963 por cuatro submarinistas a 300 metros de las costas de Pinedo. La escultura de bronce pertenece a la Edad Antigua (siglos I-II d. C.), y es una copia romana del Apolo Delphinios de estilo helenístico. La pieza representa a un joven reclinado hacia atrás con un brazo sobre la cabeza y el otro sobre un elemento que se ha perdido. Debido a que la escultura fue identificada como Apolo, dios de la música, la poesía, las profecías y el sol, se sospecha que el elemento faltante sea una lira o una cítara como es característico de dicha deidad. Al momento de ser descubierta, a la estatua le faltaba la pierna derecha que fue encontrada más tarde.  El Apolo de Pinedo se volvió rápidamente un símbolo de la localidad y en 1996 se realizó una copia para colocarla en la entrada de la pedanía, la cual fue robada recientemente en febrero de 2024.[10] No obstante, la copia romana se encuentra en el Museu de Prehistòria de València como una de sus obras más relevantes. [11][12]

## Fiestas
- Fallas: Se celebran del 15 al 19 de marzo. Durante estas fechas, en honor a San José, se construyen y queman monumentos llamados "fallas", normalmente de carácter satírico y humorístico. Estas fiestas se ven protagonizadas por la pirotecnia en castillos, mascletás y despertás, la música y discomóviles, y la tradición. Los monumentos, que se queman durante la cremà, son pertenecientes y encargados por las diferentes comisiones falleras.[13] Actualmente en Pinedo, hay dos comisiones falleras, Carrer Mossén J.Cuenca y Tres Camins.[14]

- Festes de la joventut (Fiestas de la juventud):  Las fiestas patronales de Pinedo, también conocidas como “Fiestas de la Juventud”, en homenaje a San Rafael y la Virgen de la Purísima tienen lugar en el mes de julio. Durante estas fiestas, la pedanía se llena de discomóviles, fuegos artificiales, verbenas y espectáculos para los más pequeños. Las fiestas comienzan con la entrega de las llaves a todos los participantes que posean “caseta”. Uno de los actos centrales de estas fechas es la misa y la procesión en honor a los patronos.[15][16]

- Festa grossa (Fiesta grande): Se celebran en la tercera semana de agosto, junto a las tradicionales "corregudes de joies" que son carreras de caballos que datan del siglo XVIII, y que se celebran en la orilla de la Playa de Pinedo. Estas fiestas se realizan en honor a la Virgen del Rosario y comienzan con la “Entrada de la Murta”. En estas fechas se llevan a cabo tanto eventos musicales, cabalgatas, discomóviles, campeonatos de petanca y parchís, y castillos de fuegos artificiales como una misa y procesión en honor a la virgen.[17] No obstante, el evento más llamativo son las "corregudes de joies", carreras a caballo de 700 metros en la playa sin utilizar montura alguna, donde el ganador se lleva a casa la “joia”, un pañuelo de seda sobre una corona de laurel. Estas carreras se llevan celebrando desde hace más de 140 años y atraen a jinetes de los diferentes municipios de la zona.[18][19][17]

## Inundaciones de octubre de 2024
La pedanía de Pinedo se vio afectada por las inundaciones causadas por la gota fría del pasado 29 de octubre de 2024. A diferencia de otras localidades y pedanías valencianas, la zona residencial de Pinedo no se vio afectada por las fuertes riadas, sin embargo, el parque natural de l’Albufera y las playas de la pedanía se vieron afectadas por una gran cantidad de escombros, barro, cañas y residuos que fueron arrastrados hasta el litoral a causa de la riada. A las pocas semanas de la catástrofe comenzaron las labores de limpieza en el litoral, a cargo de los servicios de limpieza y de diversas campañas de voluntarios y oenegés, con el objetivo de recuperar el paisaje y paliar los posibles efectos negativos de la DANA en el valor ecológico de la zona.